# Morancez
Morancez és un municipi francès, situat al departament de l'Eure i Loir i a la regió de Centre – Vall del Loira. L'any 2007 tenia 1.517 habitants.

## Demografia

### Població
El 2007 la població de fet de Morancez era de 1.517 persones. Hi havia 583 famílies, de les quals 103 eren unipersonals (28 homes vivint sols i 75 dones vivint soles), 222 parelles sense fills, 222 parelles amb fills i 36 famílies monoparentals amb fills.
La població ha evolucionat segons el següent gràfic:
Habitants censats

### Habitatges
El 2007 hi havia 609 habitatges, 586 eren l'habitatge principal de la família, 8 eren segones residències i 15 estaven desocupats. 529 eren cases i 79 eren apartaments. Dels 586 habitatges principals, 495 estaven ocupats pels seus propietaris, 89 estaven llogats i ocupats pels llogaters i 1 estava cedit a títol gratuït; 2 tenien una cambra, 30 en tenien dues, 67 en tenien tres, 135 en tenien quatre i 352 en tenien cinc o més. 440 habitatges disposaven pel capbaix d'una plaça de pàrquing. A 232 habitatges hi havia un automòbil i a 328 n'hi havia dos o més.

### Piràmide de població
La piràmide de població per edats i sexe el 2009 era:
| Homes | Edats   | Dones |
| ----- | ------- | ----- |
| 0     | 95 o +  | 0     |
| 0     | 90 a 94 | 4     |
| 0     | 85 a 89 | 4     |
| 4     | 80 a 84 | 4     |
| 28    | 75 a 79 | 8     |
| 8     | 70 a 74 | 24    |
| 48    | 65 a 69 | 24    |
| 32    | 60 a 64 | 56    |
| 56    | 55 a 59 | 44    |
| 56    | 50 a 54 | 48    |
| 96    | 45 a 49 | 112   |
| 68    | 40 a 44 | 52    |
| 64    | 35 a 39 | 48    |
| 24    | 30 a 34 | 56    |
| 44    | 25 a 29 | 36    |
| 56    | 20 a 24 | 48    |
| 44    | 15 a 19 | 76    |
| 92    | 10 a 14 | 88    |
| 68    | 5 a 9   | 40    |
| 40    | 0 a 4   | 36    |

## Economia
El 2007 la població en edat de treballar era de 1.033 persones, 788 eren actives i 245 eren inactives. De les 788 persones actives 743 estaven ocupades (389 homes i 354 dones) i 46 estaven aturades (13 homes i 33 dones). De les 245 persones inactives 92 estaven jubilades, 106 estaven estudiant i 47 estaven classificades com a «altres inactius».

### Ingressos
El 2009 a Morancez hi havia 633 unitats fiscals que integraven 1.675 persones, la mediana anual d'ingressos fiscals per persona era de 22.533 €.

### Activitats econòmiques
Dels 52 establiments que hi havia el 2007, 1 era d'una empresa de fabricació de material elèctric, 2 d'empreses de fabricació d'altres productes industrials, 11 d'empreses de construcció, 9 d'empreses de comerç i reparació d'automòbils, 3 d'empreses de transport, 3 d'empreses d'hostatgeria i restauració, 2 d'empreses financeres, 1 d'una empresa immobiliària, 10 d'empreses de serveis, 4 d'entitats de l'administració pública i 6 d'empreses classificades com a «altres activitats de serveis».
Dels 16 establiments de servei als particulars que hi havia el 2009, 1 era un taller de reparació d'automòbils i de material agrícola, 4 paletes, 1 guixaire pintor, 3 fusteries, 1 lampisteria, 1 electricista, 2 perruqueries, 2 restaurants i 1 agència immobiliària.
L'únic establiment comercial que hi havia el 2009 era un supermercat.
L'any 2000 a Morancez hi havia 8 explotacions agrícoles que ocupaven un total de 235 hectàrees.

## Equipaments sanitaris i escolars
El 2009 hi havia 1 escola maternal i 1 escola elemental.

## Poblacions més properes
El següent diagrama mostra les poblacions més properes.